# Hitobia menglong
Hitobia menglong är en spindelart som beskrevs av Song, Zhu och Zhang 2004. Hitobia menglong ingår i släktet Hitobia och familjen plattbuksspindlar. Inga underarter finns listade i Catalogue of Life.